# Ala Rulenko
Ala Rulenko es una deportista soviética que compitió en tiro con arco, en la modalidad de arco recurvo. Ganó una medalla de plata en el Campeonato Mundial de Tiro con Arco al Aire Libre de 1977 y dos medallas de oro en el Campeonato Europeo de Tiro con Arco al Aire Libre de 1976.

## Palmarés internacional
| Campeonato Mundial al Aire Libre | Campeonato Mundial al Aire Libre | Campeonato Mundial al Aire Libre | Campeonato Mundial al Aire Libre |
| Año                              | Lugar                            | Medalla                          | Prueba                           |
| -------------------------------- | -------------------------------- | -------------------------------- | -------------------------------- |
| 1977                             | Camberra (Australia)             | Medalla de plata                 | Equipo                           |
| Campeonato Europeo al Aire Libre |                                  |                                  |                                  |
| Año                              | Lugar                            | Medalla                          | Prueba                           |
| 1976                             | Copenhague (Dinamarca)           | Medalla de oro                   | Individual                       |
| 1976                             | Copenhague (Dinamarca)           | Medalla de oro                   | Equipo                           |